# Кудабеков Андрій Зейнуллович
Андрі́й Зейну́ллович Кудабе́ков (позивний «Бек»; 9 березня 1974, м. Будапешт, нині Угорщина — 31 жовтня 2023, район с. Леонівка, Чернігівська область) — учасник Революції гідності, військовослужбовець, український підприємець, інструктор, майор Сил спеціальних операцій Збройних сил України, учасник російсько-української війни. Лицар ордена Богдана Хмельницького III ступеня‎ (2024, посмертно).

## Життєпис
Андрій Кудабеков народився 9 березня 1974 року в Будапешті в родині військовослужбовця.
Від 1990 року в Чернігові, де закінчив Національний університет «Чернігівська політехніка» за спеціальністю «Фінанси». У 1992—1994 роках проходив строкову службу. Працював підприємцем; також очолював фірму «Меблі м'які, як хмари».
Активний учасник Революції гідності. Тоді під час зіткнень 18—19 лютого 2014 року з «Беркутом» на Майдані Незалежності в Києві він зазнав контузії.
Від 2014 року воював добровольцем у складі батальйону «Чернігів». У серпні того ж року, евакуюючи загиблих та поранених бійців Збройних сил України, потрапив у полон до окупантів у м. Горлівці, що на Донеччині. Згодом самостійно з нього звільнився та залишив окуповану територію.
У листопаді 2014 року мобілізований до лав Збройних сил України. Учасник боїв на території Донецької та Луганської областей. Демобілізований в серпні 2015 року.
2016 року в Чернігові заснував ветеранський центр спеціальної підготовки «Вовкулака». Займався бойовою підготовкою цивільних і військовослужбовців Збройних сил України.
У 2019—2021 роках служив заступником начальника управління Державної служби спеціального зв'язку та захисту інформації України.
У лютому 2022 року повернувся із закордонного відрядження та долучився до оборони України. Сформував та очолив загін Сил спеціальних операцій ЗСУ. Брав участь у боях за Чернігів, а потім воював на інших ділянках фронту. 
Під час виконання спеціального завдання у складі групи Сил спеціальних операцій, 31 жовтня 2023 року, героїчно загинув, разом із сержантом Ловаром Д.М., відбиваючи атаку ворожої диверсійно-розвідувальної групи в селі Леонівка на Чернігівщині.
Похований 3 листопада 2023 року на кладовищі «Яцево» міста Чернігова. Залишилася донька.

## Нагороди
- орден Богдана Хмельницького III ступеня (18 червня 2024, посмертно) — за особисту мужність, виявлену у захисті державного суверенітету та територіальної цілісності України[2];
- орден «Лицарський Хрест Добровольця»;
- медаль «За оборону рідної держави»;
- медаль «За військову доблесть України»;
- медаль «За оборону Чернігова» (посмертно);
- нагрудний знак «Знак пошани»;
- нагрудний знак «Ветеран війни — учасник бойових дій»;
- вогнепальна зброя — пістолет ПМ.

## Військові звання
- лейтенант;
- майор.